# Singapore ved sommer-OL 2016
Singapore deltog ved Sommer-OL 2016 i Rio de Janeiro som blev arrangeret i perioden 5. august til 21. august 2016.

## Medaljer
| 2016 Rio de Janeiro | Guld | Sølv | Bronze | Total |
| Singapore           | 1    | 0    | 0      | 1     |

### Medaljevinderne
| Singapore under sommer-OL 2016 i Rio de Janeiro | Singapore under sommer-OL 2016 i Rio de Janeiro | Singapore under sommer-OL 2016 i Rio de Janeiro | Singapore under sommer-OL 2016 i Rio de Janeiro | Singapore under sommer-OL 2016 i Rio de Janeiro |
| Medalje                                         | Navn                                            | Sport                                           | Event                                           | Dato                                            |
| ----------------------------------------------- | ----------------------------------------------- | ----------------------------------------------- | ----------------------------------------------- | ----------------------------------------------- |
| Guld                                            | Joseph Schooling                                | Svømning                                        | Mændenes 100 m butterfly                        | august 12                                       |